# Calixto II
Calixto II (en latín: Callistus PP. II), de nombre secular Guido de Borgoña (Borgoña, c. 1050-Roma, 13 de diciembre de 1124), fue el 162.º papa de la Iglesia católica entre 1119 y 1124.

## Biografía
Hijo del conde Guillermo I de Borgoña. 
En 1088 fue nombrado arzobispo de Vienne convirtiéndose en un gran defensor de la reforma de la Iglesia, comenzada por Gregorio VII.
Era hermano de Raimundo de Borgoña, primer esposo de Urraca I de León, que luego heredaría el reino, y por tanto tío del posterior soberano leonés, Alfonso VII. Conocía bien los asuntos leoneses y participó en la reunión celebrada en León para tratar el futuro de su sobrino tras la muerte de Raimundo en 1107.

## Pontificado
En 1119, a la muerte del papa Gelasio II, fue elegido nuevo papa en Cluny, ya que en Roma se encontraba el antipapa Gregorio VIII.
Inmediatamente intentó un acercamiento al emperador Enrique V del Sacro Imperio Romano Germánico para lo cual le envió una embajada que concertó un encuentro en la ciudad de Reims con el objeto de solucionar el problema de las investiduras (que se producía por la facultad que tenía el emperador para realizar los nombramientos eclesiásticos y los consiguientes roces que esto producía ante el papa).

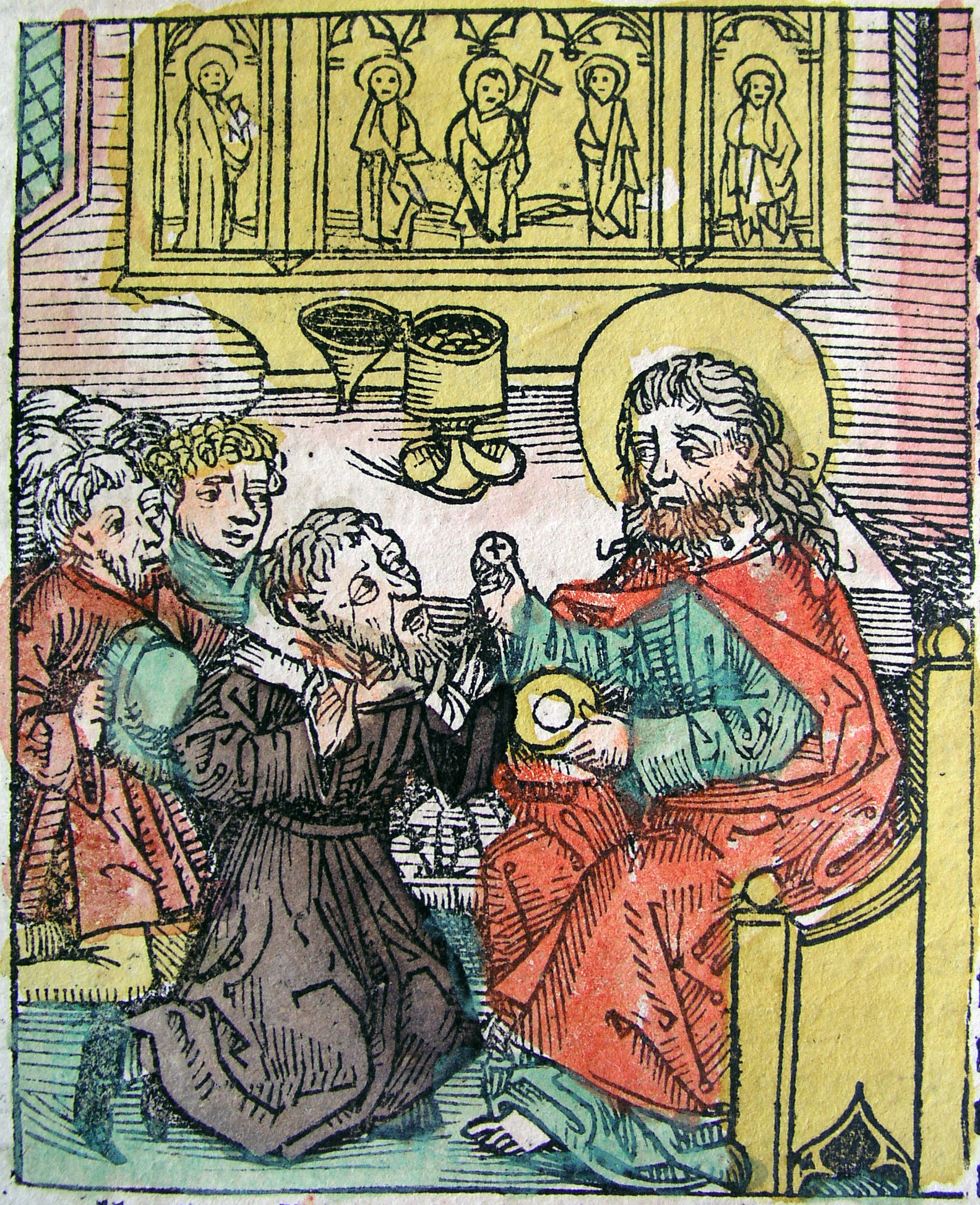
El antipapa Gregorio VIII se somete a Calixto II.

El hecho de que Enrique se presentara al encuentro al frente de su ejército hizo que el papa convocara, el 30 de octubre de 1119, un concilio en Reims donde excomulgó al emperador y a su antipapa Gregorio.
Con el apoyo normando logra, en 1120, regresar a Roma, obligando al antipapa Gregorio a huir a Sutri donde tras ser hecho prisionero es recluido, hasta su muerte en 1137, en el monasterio de Cava.
Instalado definitivamente en Roma, dedica nuevamente sus energías a la solución de la querella de las investiduras que desde hacía cincuenta años enfrentaba al Papado con el Imperio. Para ello propone a Enrique V la celebración en Worms de una dieta en la que participaran obispos y príncipes y que, el 23 de septiembre de 1122, concluye con la firma del Concordato de Worms por el que el emperador renunciaba al derecho de investidura que pasaba a ser reconocido como exclusivo de la Iglesia, y el papa reconocía al emperador su derecho a asistir a dichas investiduras u a otorgar a los investidos el cetro que reconocía su cargo.
El 18 de marzo de 1123 convocó el Primer Concilio de Letrán, considerado por la Iglesia Católica como el primero de los ecuménicos celebrados en Occidente, y en el que se confirmaron y sancionaron los acuerdos logrados en el Concordato de Worms además de decretarse veintidós cánones contra la simonía, el nicolaísmo, y la intromisión de los laicos en asuntos eclesiásticos; promoviéndose además la Segunda Cruzada. Asimismo, hubo acuerdo en establecer el celibato sacerdotal obligatorio (Cánones 3 y 11).

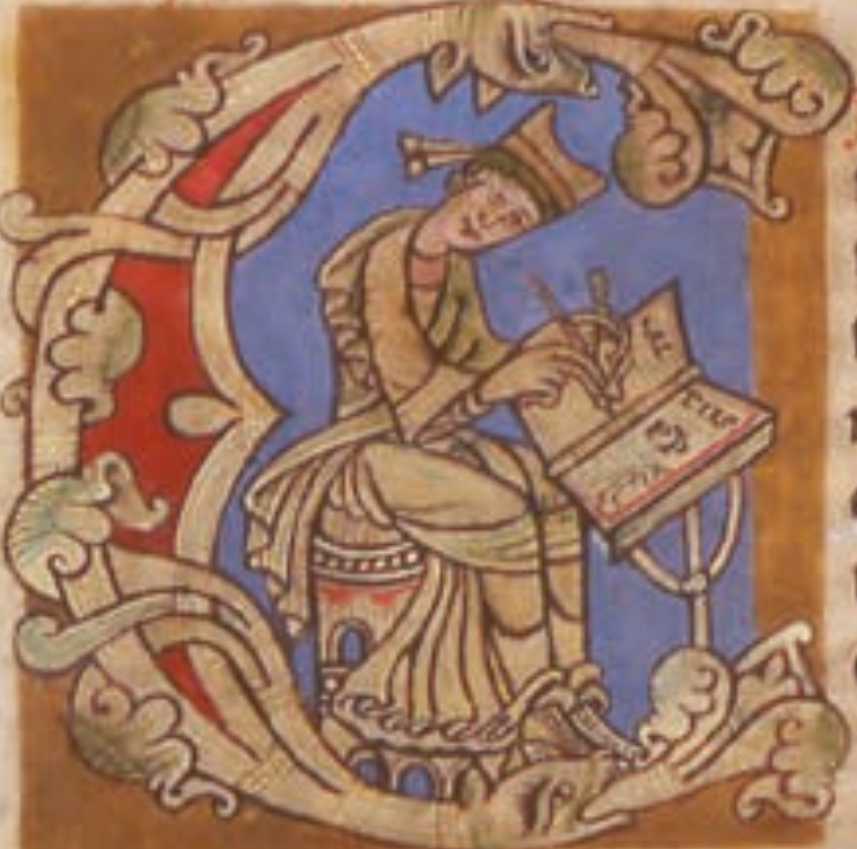
Miniatura de Calixto II en el prólogo del Codex Calixtinus (c. 1130/40, Santiago de Compostela)

Hermano de Raimundo de Borgoña, y por tanto tío del futuro emperador leonés Alfonso VII, Calixto II concedió a Santiago de Compostela el 27 de febrero de 1120 la dignidad Metropolitana de Mérida, por medio de la bula Omnipotentis dispositione. También fue el papa que instauró el Año Santo Jacobeo, que habría de celebrarse cada año en el que el 25 de julio, día de Santiago, coincidiese en domingo. Todos aquellos peregrinos que visitaran la tumba del Apóstol en el transcurso de un Año Jacobeo ganarían el Jubileo (indulgencia plenaria). Esta institución impulsó en gran manera las peregrinaciones a Santiago durante toda la Edad Media.